# Helmut Greulich (Journalist)
Helmut Greulich (* 1927) ist ein deutscher Journalist und Fernsehredakteur, der für seine oft kontrovers diskutierten Fernsehdokumentationen dreimal einen Grimme-Preis erhielt.

## Werdegang
Helmut Greulich startete seine Karriere als Journalist bei der Rhein-Neckar-Zeitung in Heidelberg. Er war dort Gerichtsreporter. Von 1950 bis 1958 war er beim SDR im Studio Mannheim-Heidelberg als Zeitfunkreporter tätig. Seit 1958 arbeitete er beim SDR-Fernsehen, zunächst bis 1961 als Redakteur für die Abendschau aus Stuttgart. Dann wechselte er ins Team von Heinz Huber in die Dokumentarfilmabteilung des SDR. Dort beteiligte er sich auch an der Fernsehreihe Zeichen der Zeit. Nach der Gründung des ZDF war er von 1964 bis 1971 in deren Redaktion Kultur und Gesellschaft tätig und steuerte dort 22 Dokumentationssendungen bei. Im Jahre 1971 begründete er mit Peter Rüchel das ZDF-Jugendmagazin direkt. Markenzeichen der Sendereihe war es unter anderem, dass Jugendliche und junge Erwachsene mit selbstgedrehten Filmen auf Ausbeutung und Bildungsmisere aufmerksam machen durften. Diese Sendungen führten in konservativen Kreisen wegen dem als gefährlich empfundenen sozialistischen Gedankengut zu massiven Protesten. Der ZDF-Fernsehratsvorsitzende Friedrich Zimmermann forderte die Abberufung von Helmut Greulich und Peter Rüchel. Helmut Greulich war sodann seit 1974 als Redakteur für die medienkritische Sendereihe betrifft: Fernsehen tätig. Die Sendereihe beabsichtigte, eine Stärkung der Medienkompetenz bei den Zuschauern hervorzurufen und das blinde Vertrauen in die Verlässlichkeit des Fernsehens zu erschüttern. Auch diese Sendereihe war deshalb von teils sehr heftigen Debatten in der Presse und im Kreis der Kollegen begleitet. Die Redaktion betrifft: Fernsehen wurde 1984 nach 52 Sendungen aufgelöst. Seit 1985 war Helmut Greulich mit Monika Moos Moderator der Sendereihe DENKmal. Greulich leitete zudem diese anspruchsvolle und unterhaltsame Sendereihe und schrieb auch die Drehbücher. Es handelte sich dabei um ein Fragespiel, das sich an kulturell interessierte Zuschauer richtete. Die erste Sendung der Reihe DENKmal wurde am 28. Januar 1985 im ZDF gesendet. Bis zum Jahre 1989 gab es 20 Sendungen. Anfang der 1990er Jahre trat Greulich in den Ruhestand.

## Auszeichnungen
- Adolf-Grimme-Preis 1969, Preis der Presse-Jury für Buch und Regie zu Zerschlagene Zukunft – Kindesmisshandlung in Deutschland, ZDF
- Adolf-Grimme-Preis 1972 mit Peter Rüchel als ehrende Anerkennung der Jury Allgemeine Programme für die Redaktion von direkt – Ein Magazin mit Beiträgen junger Zuschauer, ZDF
- Adolf-Grimme-Preis 1978, Förderpreis des Stifterverbands für die Deutsche Wissenschaft für die Regie bei Betrifft Fernsehen: Vier Wochen ohne Fernsehen, ZDF

## Werke

### Dokumentarfilme beim SDR (Auswahl)
- Müll. Eine Reportage über Abfälle des Wohlstandes. (1961)
- Schul-Beispiele. Beobachtungen an deutschen Erziehungsstätten. Reihe Zeichen der Zeit. (27. April 1962)
- Europa in 24 Tagen. Beobachtungen bei einer amerikanischen Reisegesellschaft. Reihe Zeichen der Zeit. (12. Juni 1962)
- Saison in Walhall. Beobachtungen bei den Festspielen von Bayreuth. Reihe Zeichen der Zeit. (19. Oktober 1962, mit Wilhelm Bittorf)
- Die unzufriedenen Frauen. Beobachtungen beim gleichberechtigten Geschlecht. Reihe Zeichen der Zeit. (7. Februar 1963, mit Wilhelm Bittorf, Sprecher: Karl Ebert)

### Hauptsächlich moderierte Sendereihen beim ZDF
- direkt (1971–1974)
- betrifft: Fernsehen (1974–1984)
- DENKmal (1985–1989)

### Zeugen des Jahrhunderts
Im Rahmen der ZDF-Sendereihe Zeugen des Jahrhunderts interviewte Greulich am 4. September 1990 die Kabarettistin Lore Lorentz.

### Buchveröffentlichungen
- Spion in der Streichholzschachtel. Raffinierte Methoden der Abhörtechnik. Bertelsmann Sachbuchverlag, Gütersloh 1969

### Sonstige Veröffentlichungen (Auswahl)
- Ansichten eines Abtrünnigen. In: Peter Zimmermann (Hrsg.) Fernseh-Dokumentarismus. Bilanz und Perspektiven. Ölschläger Verlag, München 1992, ISBN 3-88295-182-6, S. 139–148